# Szabolcs Mészáros
Dans le nom hongrois Mészáros Szabolcs, le nom de famille précède le prénom, mais cet article utilise l’ordre habituel en français Szabolcs Mészáros, où le prénom précède le nom.
Szabolcs Mészáros, né le 12 mars 1981 à Kiskunfélegyháza, est un astronome hongrois.

## Biographie
Après avoir été diplômé en 2004 en astronomie de l'Université de Szeged, il a obtenu de cet institut son doctorat en 2010. Il a ensuite travaillé à l'Institut d'astrophysique des Canaries puis à l'Université de l'Indiana.
Le Centre des planètes mineures le crédite de la découverte de cinq astéroïdes, effectuée en 2003, toutes avec la collaboration de Krisztián Sárneczky.
| (84919) Karinthy | 3 novembre 2003 |
| (90376) Kossuth  | 5 novembre 2003 |